# Dytomyia deconinckae
Dytomyia deconinckae är en tvåvingeart som beskrevs av Grichanov 1998. Dytomyia deconinckae ingår i släktet Dytomyia och familjen styltflugor. Inga underarter finns listade i Catalogue of Life.